# Pizarra (tablilla)

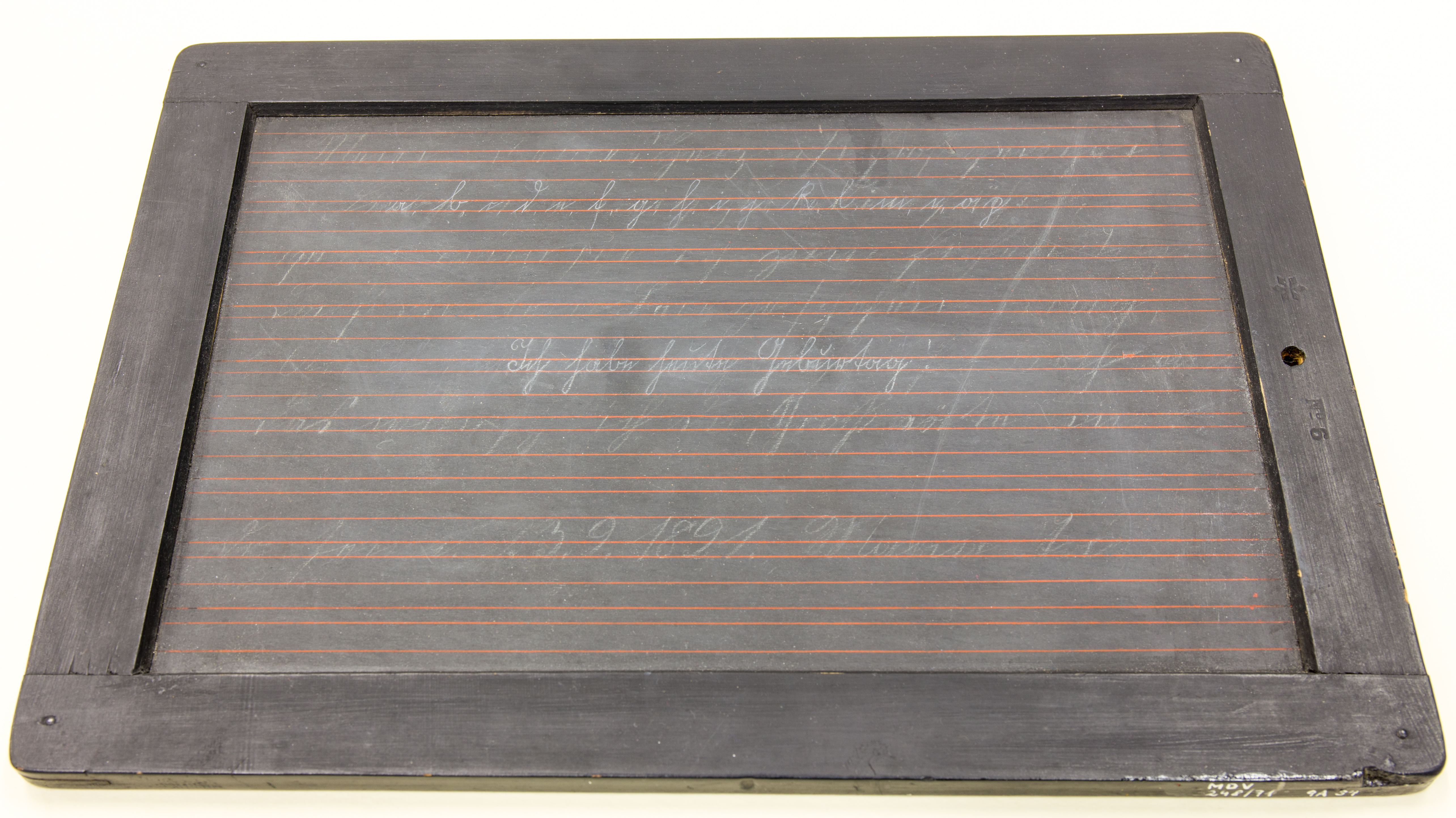
Pizarra de 1894, usada en Berlín, Alemania.

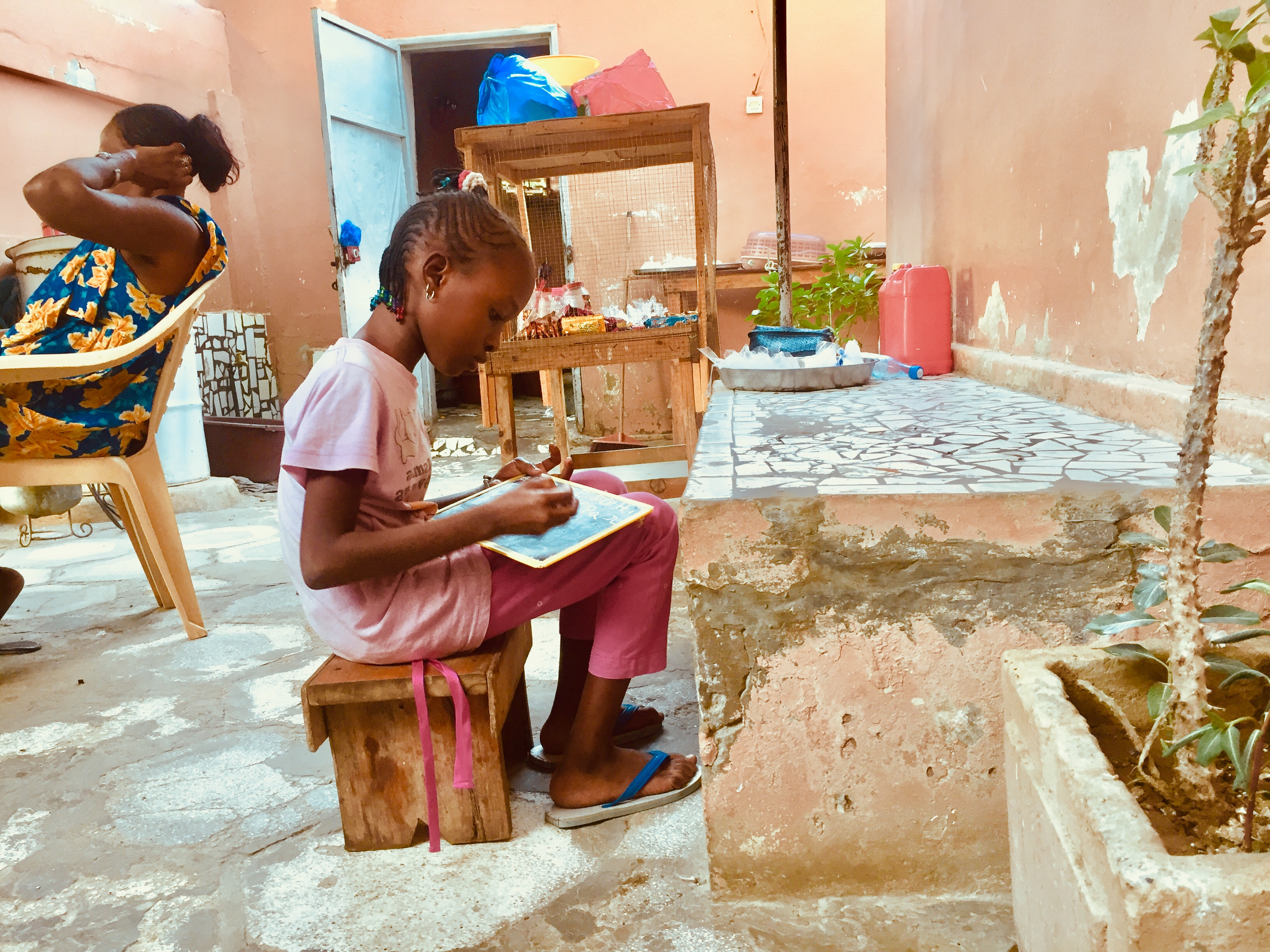
Niña escribiendo en una pizarra, en Senegal.

Una pizarra es una pieza de material plano y rígido, que se utiliza para escribir o dibujar.
Aunque ya se utilizaban durante la Edad Media y puede que incluso antes (véase el cuadro de Luca Pacioli), fue en el siglo XIX cuando se popularizó el uso de la pizarra de piedra para la escritura, ya que era más duradera que el papel y resultaba más barata en un momento en que el papel era costoso. Así, las pizarras consistían en losas delgadas de piedra de pizarra, generalmente de tres pulgadas por cinco (alrededor de 9×12 cm) y se utilizaban para que los niños practicaran su escritura, aunque también las empleaban los adultos en sus puestos de trabajo.
Para poder escribir sobre las pizarras se utiliza un pizarrín. Se trata de una varilla de pizarra blanda, de esteatita o de arcilla prensada, que deja una línea blanca delgada en la pizarra tras su trazado. También se puede utilizar un yeso o tiza. Tanto en un caso como en otro la escritura se puede limpiar después con un paño suave húmedo.

## Uso actual
Las pizarras, aunque no de piedra, todavía se utilizan en otros materiales como el plástico:
- Los buzos suelen llevar pizarras de plástico y lápiz para comunicarse con otros buzos, para registrar los hechos bajo el agua o escribir los planes antes de la inmersión.